# Trachyspermum aethusifolium
Trachyspermum aethusifolium är en flockblommig växtart som beskrevs av Emilio Chiovenda. Trachyspermum aethusifolium ingår i släktet ajowaner, och familjen flockblommiga växter. Utöver nominatformen finns också underarten T. a. verruculosum.